# Hermann von Besser
Louis (Ludwig) Emil Hermann von Besser (* 3. März 1810 in Marienwerder; † 7. September 1878 in Potsdam) war ein preußischer Generalmajor.

## Leben

### Herkunft
Hermann war ein Sohn des preußischen Oberstleutnants Ludwig von Besser (1776–1842) und dessen Ehefrau Friederike, geborene Friese (1788–1875). Sein Großvater war der preußische Generalleutnant Ehrenreich Wilhelm Gottlieb von Besser (1740–1807).

### Militärkarriere
Besser besuchte die Kadettenhäuser in Kulm und Berlin. Anschließend wurde er am 6. August 1827 als Portepeefähnrich dem 2. Leib-Husaren-Regiment der Preußischen Armee überwiesen. Dort avancierte er Mitte Dezember 1828 zum überzähligen Sekondeleutnant und wurde am 14. März 1832 in das Regiment einrangiert. Zur weiteren Ausbildung absolvierte Besser von Oktober 1833 bis Juli 1836 die Allgemeine Kriegsschule und war im Anschluss bis Oktober 1837 zur Garde-Artillerie-Brigade kommandiert. Am 5. August 1844 erfolgte seine Versetzung in das 6. Kürassier-Regiment und am 13. Mai 1845 die Beförderung zum Premierleutnant. Daran schloss sich von Anfang Januar 1852 bis Anfang Mai 1858 eine Verwendung als Rittmeister und Eskadronchef im 1. Kürassier-Regiment an. Anschließend wurde Besser unter Beförderung zum Major als etatsmäßiger Stabsoffizier in das 6. Kürassier-Regiment rückversetzt. Für die Dauer der Mobilmachung anlässlich des Sardinischen Krieges war er 1859 Kommandeur des 6. schweren Landwehr-Reiter-Regiments.
Am 24. Dezember 1860 beauftragte man Besser zunächst mit der Führung des Magdeburgischen Husaren-Regiments Nr. 10 und ernannte ihn am 24. Juli 1861 zum Kommandeur  dieses Regiments. In dieser Stellung avancierte er Mitte Oktober 1861 zum Oberstleutnant und im September 1864 wurde er mit dem Sankt-Stanislaus-Orden II. Klasse mit Krone ausgezeichnet. Sein Regimentschef Wilhelm von Braunschweis verlieh ihm das Kommandeurkreuz II. Klasse des Ordens Heinrichs des Löwen. Am 18. Juni 1865 stieg er zum Oberst auf und führte sein Regiment 1866 während des Krieges gegen Österreich bei Münchengrätz, Blumenau und Königgrätz. Für sein Wirken erhielt er am 20. September 1866 die Schwerter zum Roten Adlerorden III. Klasse mit Schleife.
Unter Stellung à la suite seines Regiments wurde Besser am 18. Mai 1867 mit der Führung der 9. Kavallerie-Brigade beauftragt und am 13. Juni 1867 zum Brigadekommandeur ernannt. In Genehmigung seines Abschiedgesuches wurde er am 8. November 1869 mit dem Charakter als Generalmajor und Pension zur Disposition gestellt.
Für die Dauer der Mobilmachung anlässlich des Krieges gegen Frankreich wurde Besser 1870/71 als Kommandeur der stellvertretenden 11. Infanterie-Brigade wiederverwendet und nach dem Friedensschluss am 30. Juli 1871 mit dem Kronen-Orden II. Klasse ausgezeichnet. Er starb am 7. September 1878 in Potsdam.

### Familie
Besser war seit dem 28. März 1837 in Berlin mit Emma von Bredow (1816–1881), einer Tochter des Rittmeisters Ferdinand von Bredow und Schwester des Generalleutnants Adalbert von Bredow, verheiratet. Aus der Ehe gingen die Tochter Elisabeth (* 1855) und der Sohn Bernhard (* 1862) hervor.

## Schriften
- Die preußische Kavallerie in der Campagne 1866. Verlag Alexander Duncker, Berlin 1868, Digitalisat